# Bahnstrecke Langres–Andilly
| Am Lac de Charmes |                      |                                                              |                                                              |
| Streckennummer (SNCF): | 033 000              |                                                              |                                                              |
| Kursbuchstrecke (SNCF): | 153                  |                                                              |                                                              |
| Streckenlänge: | 17,1 km              |                                                              |                                                              |
| Spurweite: | 1435 mm (Normalspur) |                                                              |                                                              |
| Maximale Neigung: | 10 ‰                 |                                                              |                                                              |
| |                      |                                                              |                                                              |
| \| \| \| Bahnstrecke Paris–Mulhouse von Mulhouse \| \| \| \| 296,7 0,0 \| Langres \| 336 m \| \| \| 297 \| Bahnstrecke Poinson-Beneuvre–Langres n. Poinson-Beneuvre \| Bahnstrecke Poinson-Beneuvre–Langres n. Poinson-Beneuvre \| \| \| 295,7 0,7 \| Abzw. Saut de mouton Bahnstrecke Paris–Mulhouse n. Paris-Est \| Abzw. Saut de mouton Bahnstrecke Paris–Mulhouse n. Paris-Est \| \| \| 1,3 \| Marne (12 m) \| Marne (12 m) \| \| \| 1,3 \| Canal de la Marne à la Saône (29 m) \| Canal de la Marne à la Saône (29 m) \| \| \| 4,9 \| Charmes \| 361 m \| \| \| 6,4 \| Damm über den Lac de Charmes \| Damm über den Lac de Charmes \| \| \| 7,6 \| Bannes \| 345 m \| \| \| 12,0 \| Neuilly-l’Évêque \| 349 m \| \| \| \| Bahnstrecke Culmont-Chalindrey–Toul von Culmont-Chalindrey \| \| \| \| 17,1 \| Andilly \| 362 m \| \| \| \| Bahnstrecke Culmont-Chalindrey–Toul \| nach Toul \| |                      |                                                              |                                                              |
| Strecke |                      | Bahnstrecke Paris–Mulhouse von Mulhouse                      | Bahnstrecke Paris–Mulhouse von Mulhouse                      |
| Bahnhof | 296,7 0,0            | Langres                                                      | 336 m                                                        |
| Abzweig ehemals geradeaus und nach links | 297                  | Bahnstrecke Poinson-Beneuvre–Langres n. Poinson-Beneuvre     | Bahnstrecke Poinson-Beneuvre–Langres n. Poinson-Beneuvre     |
| Abzweig geradeaus und nach links (Strecke außer Betrieb) | 295,7 0,7            | Abzw. Saut de mouton Bahnstrecke Paris–Mulhouse n. Paris-Est | Abzw. Saut de mouton Bahnstrecke Paris–Mulhouse n. Paris-Est |
| Brücke über Wasserlauf (Strecke außer Betrieb) | 1,3                  | Marne (12 m)                                                 | Marne (12 m)                                                 |
| Brücke über Wasserlauf (Strecke außer Betrieb) | 1,3                  | Canal de la Marne à la Saône (29 m)                          | Canal de la Marne à la Saône (29 m)                          |
| Haltepunkt / Haltestelle (Strecke außer Betrieb) | 4,9                  | Charmes                                                      | 361 m                                                        |
| | 6,4                  | Damm über den Lac de Charmes                                 | Damm über den Lac de Charmes                                 |
| Haltepunkt / Haltestelle (Strecke außer Betrieb) | 7,6                  | Bannes                                                       | 345 m                                                        |
| Bahnhof (Strecke außer Betrieb) | 12,0                 | Neuilly-l’Évêque                                             | 349 m                                                        |
| Abzweig ehemals geradeaus und von rechts |                      | Bahnstrecke Culmont-Chalindrey–Toul von Culmont-Chalindrey   | Bahnstrecke Culmont-Chalindrey–Toul von Culmont-Chalindrey   |
| Bahnhof | 17,1                 | Andilly                                                      | 362 m                                                        |
| Strecke |                      | Bahnstrecke Culmont-Chalindrey–Toul                          | nach Toul                                                    |

Die Bahnstrecke Langres–Andilly zwischen Langres und Andilly-en-Bassigny ist eine normalspurige, eingleisige, nicht elektrifizierte Eisenbahnstrecke im Département Haute-Marne in Frankreich. Sie ist noch vorhanden, nicht abgebaut oder deklassiert, wird aber nicht mehr benutzt.

## Geschichte
Am 31. Juli 1879 wurde die Baugenehmigung für diese Strecke erteilt. Konzessionär war zunächst die staatliche Auffanggesellschaft Chemins de fer de l’État, die im Jahr zuvor gegründet worden war, um insolvente Bahnunternehmen aufzufangen und den Verkehr auf den betroffenen Strecken aufrechtzuerhalten. Praktisch zeitgleich, eine Woche nach Veröffentlichung des Gesetzes ging die Strecke am 27. September 1881 zeitgleich mit sechs anderen Strecken in Betrieb.
1883 übernahm die Bahngesellschaft Chemins de fer de l’Est (EST) die Strecke, die auch die beiden angrenzenden Strecken betrieb. Von Anfang wurde diese Strecke von der EST betrieben.
Der Personenverkehr wurde am 28. Mai 1988 eingestellt.